# Castello di Rottofreno
Il castello di Rottofreno, detto anche castello Chiapponi, è un castello situato nel comune italiano di Rottofreno, in provincia di Piacenza. L'edificio si trova in aperta pianura Padana, non lontano dal centro del paese in direzione nord.

## Storia
La prima citazione dell'esistenza del castello risale ad un documento del 4 giugno 996 in cui viene citato il locum et catrum Rotefredi; successivamente l'edificio fu di proprietà della mensa vescovile di Piacenza. Nel 1313 la torre di Rottofreno fu tra i castelli conquistati da parte dei nemici del comune di Piacenza e del signore di Milano Galeazzo I Visconti.
Secondo lo storico Pier Maria Campi, nel 1412 il duca di Milano Filippo Maria Visconti, dopo la sua unione con Beatrice Lascaris di Ventimiglia investì Bartolomeo e Filippo Arcelli conti della val Tidone, garantendogli la potestà su parecchie località, compresa la torre di Rottofreno. Il fatto che il docuento citi unicamente una torre indica che, probabilmente, gran parte dell'edificio fu realizzato a seguito di questa data, ipotesi peraltro avvalorata dalle caratteristiche architettoniche degli edifici superstiti. Nel 1461 il complesso, di proprietà della famiglia da Borgo a cui spettava la riscossione della tassa sul sale, fu assaltato da parte dei rustici, i quali riuscirono a uccidere alcuni esponenti della famiglia.
Nel 1544 il castello ospitò Filippo Strozzi, in fuga dopo che il suo tentativo di prendere Milano per conto del re di Francia era stato fermato dal marchese Del Vasto. Nel 1635, nell'ambito della guerra condotta dal duca di Parma e Piacenza Odoardo I Farnese contro la Spagna, il forte, al tempo infeudato ai conti Del Maino, fu posto sotto assedio da parte delle truppe iberiche, poste sotto il comando del generale Gherardo Gambacorta. L'11 luglio il castellano Cristoforo Ferrari da Cortemaggiore, nonostante l'opposizione del suo luogotenente, il conte Del Maino e Morselli, consegnò il castello agli attaccanti, azione che successivamente gli costerà una condanna a morte per decapitazione comminata dal ministro di Casa Farnese Jacopo Gaufrido.
Una volta preso il controllo del castello, gli spagnoli, sotto la guida del colonnello Gil de Has, procedettero rapidamente a impostare una serie di fortificazioni che gli permisero di bloccare i tentativi di riconquista da parte delle truppe francesi alleate dei Farnese; durante uno di questi attacchi perse la vita tra le file transalpine il figlio del maresciallo Saint Paul. L'assedio francese fu interrotto dall'intervento di Martino d'Aragona, il quale, al comando di una forza composta da 9 000 uomini che costrinse alla fuga oppure sconfisse tutte le resistenze francesi, causando 600 morti tra cui il marchese Ranuccio Pallavicini, che svolgeva il ruolo di capitano degli archibugieri italiani e i capitani della fanteria francese, signori di Porto e Tours. L'occupazione spagnola del castello terminò solo nel 1637, a seguito della pace firmata tra il ducato farnesiano e lo stato iberico.
Nel 1752 metà dell'edificio, nonché il feudo di Rottofreno, furono avocati dalla Camera ducale Farnesiana a seguito della scomparsa senza eredi di Francesco Del Maino. Nel 1799 l'edificio fu pesantemente danneggiato da colpi di artiglieria nel corso della battaglia della Trebbia; fu successivamente sistemato in maniera piuttosto sbrigativa, senza però essere più coinvolto in azioni di guerra. e andando incontro a un periodo di decadenza nel corso del quale diverse porzioni del complesso furono demolite.
Nella seconda metà del XX secolo l'edificio era di proprietà dell'ingegnere Giacomo Chiapponi, venendo poi inglobato all'interno di un'azienda agricola.

## Struttura
Nel Cinquecento l'edificio aveva una pianta quadrata dotata di torri circolari sui quattro vertici; nel mezzo del fronte sud era presente la torre di accesso a base quadrata, poi successivamente troncata,, dotata di pusterla e ponte levatoio. Nella porzione occidentale la cinta era divisa in due partizioni per mezzo di un edificio che collegava la zona della torre d'ingresso con la cortina a nord. Nella porzione nord-orientale si trovava il mastio protetto da un fosso, a sua volta alimentato a partire dal fossato esterno, su tre dei suoi quattro lati; sempre in questa zona erano presenti alcuni fabbricati a scopo residenziale; tra gli edifici superstiti ne è presente uno in cui sono visibili le tracce della merlatura e uno stemma del Ducato di Milano.
Nel 1636 il castello fu ulteriormente fortificato dalle truppe spagnole che lo dotarono di bastioni esterni dotati di terrapieni e di una serie di fossati che seguivano una pianta a stella a otto punte, un unicum nell'ambito architettonico piacentino. I baluardi presentavano strutture e dimensioni variabili con i fianchi che erano talvolta rettilinei tra l'angolo di spalla e la cortina e talvolta ad angolo acuto. Tra i corpi di fabbrica erano presenti tre cortili, dei quali uno era interamente coperto da alberature; sul fianco sinistro di questo cortile era presente una strada che, attraversando un rivellino andato successivamente distrutto permettava il collegamento tra l'ingresso e il muro opposto. Di questa strada rimane solo un leggero avvallamento nel terreno.
La struttura messa a terra dagli spagnoli è testimoniata da un'incisione conservata presso la biblioteca comunale di Piacenza. Per le caratteristiche delle opere di difesa è molto difficile che esse siano state messe a punto autonomamente da de Has, è quindi probabile che esso si fosse avvalso della collaborazione di un architetto militare, di cui non è però pervenuta l'identità.
Delle fortificazioni iberiche non è rimasto nulla, mentre la struttura del castello, realizzata in laterizio e non basata su alcuna costruzione precedente, si presenta molto rimaneggiata, con la realizzazione di diverse finestre non presenti in origine e l'abbassamento del mastio al livello degli altri edifici.